# Джей Бонансинга
Джей Бонансинга (на английски: Jay Bonansinga) е американски сценарист, режисьор и писател на бестселъри в жанра трилър и хорър.

## Биография и творчество
Джей Робърт Бонансинга е роден през 1959 г. в Куинси, Илинойс, САЩ, в семейството на Уилям Бонансинга, музикант, и Люсил Андрюс, търговец.
Получава магистърска степен за кинотехника и сценаристика от Колумбийския колеж Чикаго през 1988 г. Работи като сценарист и режисьор, предимно на корпоративни рекламни клипове. Първият му късометражен филм, "Градът на мъжете” от 1988 г., печели наградите „The Silver Plate“ на Международния филмов фестивал в Чикаго и „Най-доброто от фестивала“ в XIII Филмов фестивал в Илинойс.
Първият му хорър трилър „The Black Mariah“ е публикуван през 1994 г. и е номиниран за наградата „Брам Стокър“. Вторият му роман „Sick“ става бестселър.
През 2011 г. започва да пише романизации по графичните романи и популярния телевизионен сериал „Живите мъртви“.
Работи и като хоноруван преподавател в Северозападния университет по творческо писане към програмата „Медия“.
Член е на организацията на писателите на Америка и на Асоциацията на писателите на хоръри.
Джей Бонансинга живее със семейството си в Еванстън, Илинойс.

## Произведения

### Самостоятелни романи
- The Black Mariah (1994)
- Sick (1995)
- The Killer's Game (1997)
Играта на убиеца, изд.: ИК „Бард“, София (1996), прев. Юлия Чернева
- Audio Phobia (1998)
- Head Case (1998)
Без изход, изд. „Одисей“ (1999), прев. Елена Найденова
- Bloodhound (1999)
Хрътка, изд.: ИК „Бард“, София (2000), прев. Крум Бъчваров
- Oblivion (2000)
- The Sleep Police (2001)
- Perfect Victim (2008)
- Lucid (2015)
- Self Storage (2016)

### Серия „Юлисис Гроув“ (Ulysses Grove)
1. Frozen (2005)
2. Twisted (2006)
3. Shattered (2007)

### Участие в общи серии с други писатели

#### Серия „Живите мъртви“ (Walking Dead) – сРобърт Къркман
романизация на графичните романи и телевизионния сериал „Живите мъртви“
- Rise of the Governor (2011)
- The Road to Woodbury (2012)
- Just Another Day at the Office (2012)
- The Fall of the Governor (2013)
- Descent (2013)
- Invasion (2015)
- Search and Destroy (2016)
- Return to Woodbury (2017)

от серията има още 3 графични романа от Робърт Къркман

### Новели
- The Miniaturist (2011)

### Разкази
- The Butcher's Kingdom: An Allan Pinkerton Tale (2006)

### Сборници
- Gothic Blue Book IV: The Folklore Edition (2014) – с Брус Бостън, Никол Дегенаро, Кристина Глен, Агустин Гереро, Ема Хейндж, Кели Хулигън, Едуард Макфадън III, К. Трап Джонс, Шон Логан, Мередит Моргенщерн и Синтия Палео
- Candy in the Dumpster (2006) – с Бил Брийдлъв, Джон Еверсън и Мартин Мунд
- Blood Samples: Tales of Horror, Crime, and Dark Fantasy (2013)

### Документалистика
- The Sinking Of The Eastland: America's Forgotten Tragedy (2004)
- Pinkerton's War (2011)
- Hit Me! (2013) – с Даниъл Гомес

### Екранизации
- 1988 City of Men – автор, режисьор и продуцент
- 2007 Stash – автор, режисьор и продуцент